# Jan Marcin Stößel
Jan Marcin Stößel (ur. 1 października 1655 w Braniewie, zm. 18 maja 1726 w Dobrym Mieście) – warmiński duchowny katolicki, doktor teologii, kanonik (1687), następnie prepozyt (1707) kapituły kolegiackiej w Dobrym Mieście, ekonom biskustwa warmińskiego (1691), pisarz, budowniczy sanktuarium w Głotowie.

## Życiorys

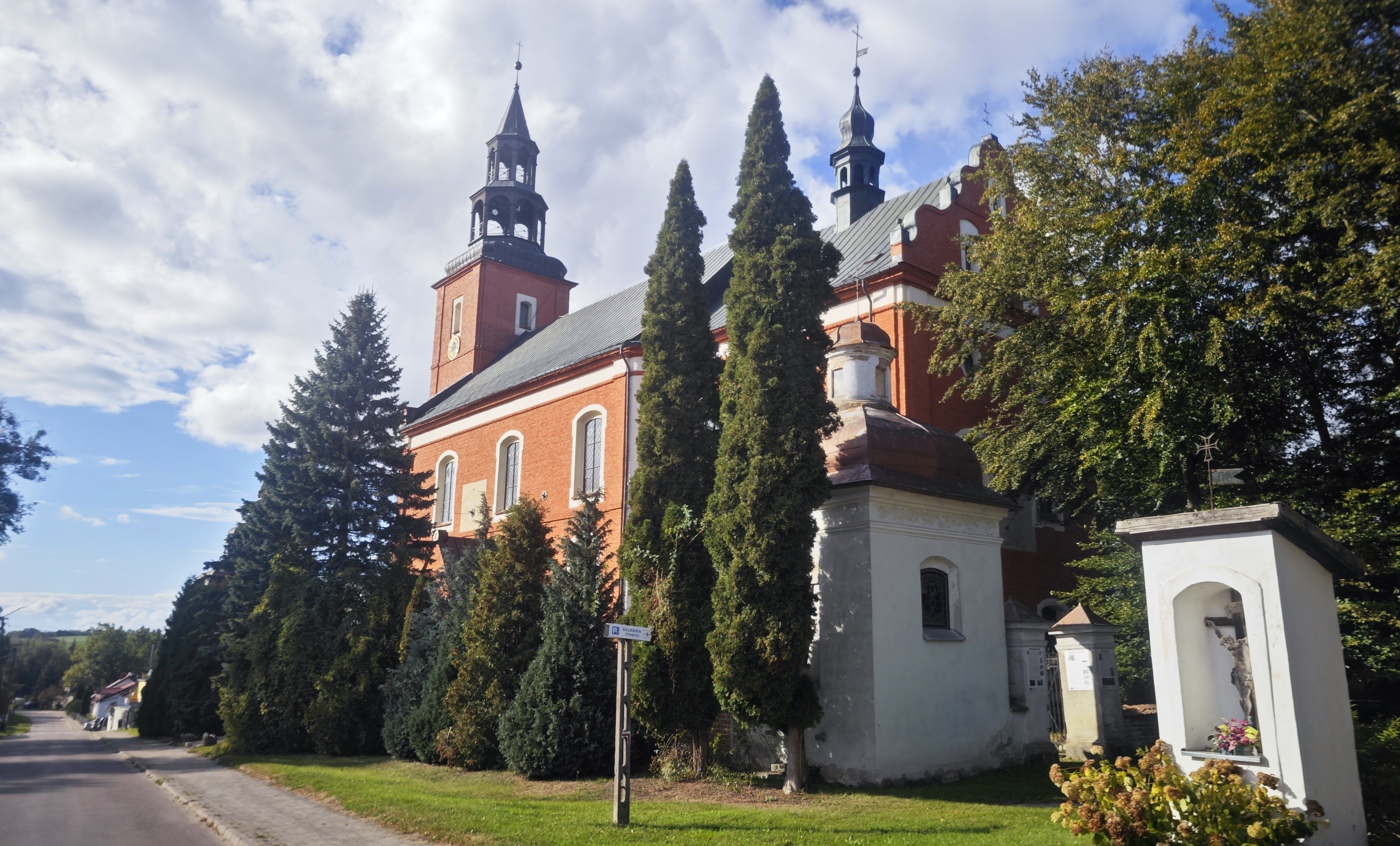
Zbudowane przez Stößela sanktuarium w Głotowie

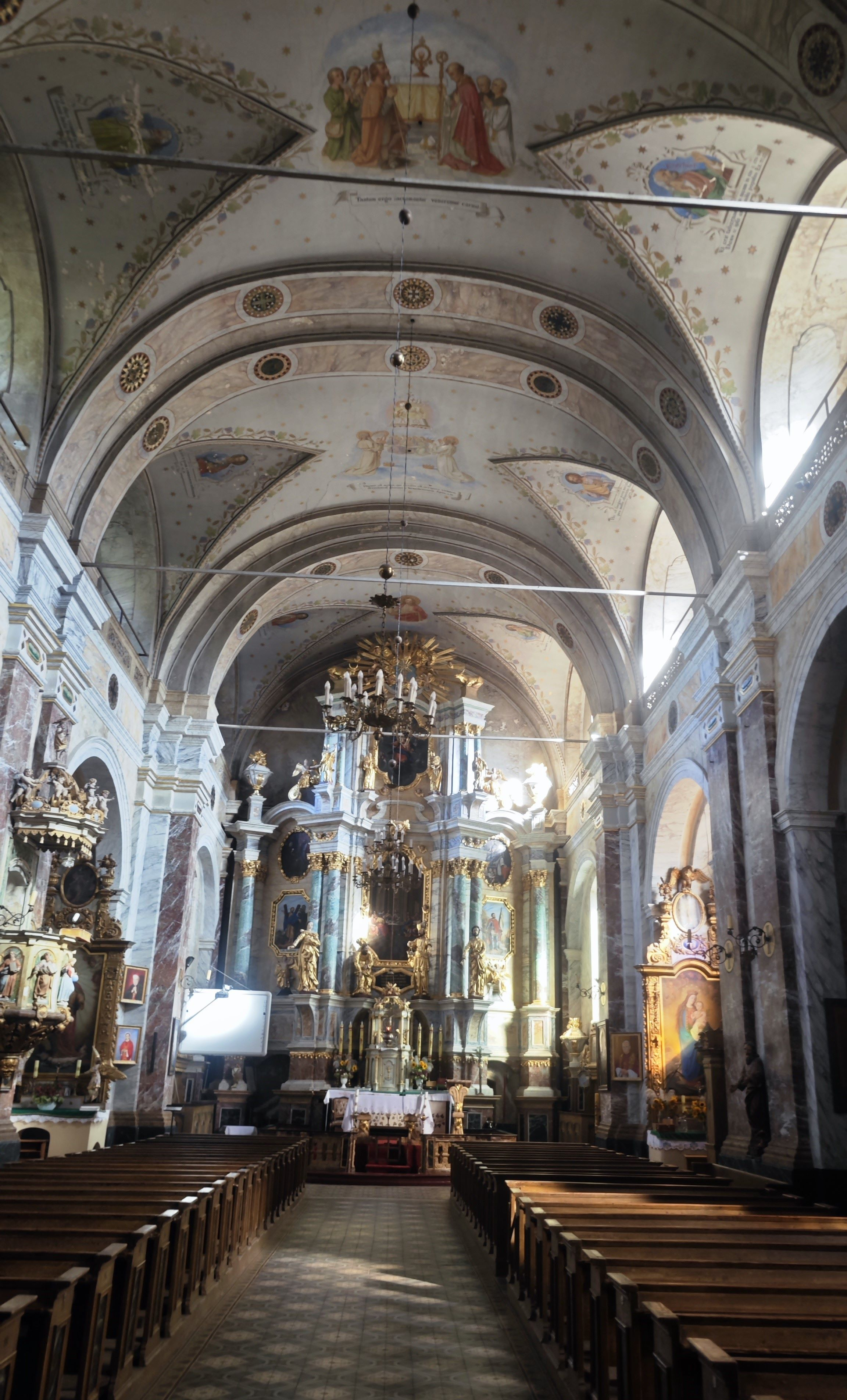
Monumentalne wnętrze sanktuarium w Głotowie

Pochodził z zamożnej rodziny braniewskich patrycjuszy. Jego ojciec Johann sprawował liczne urzędy w radzie Starego Miasta. Jan Marcin Stößel pierwsze nauki pobierał najprawdopodobniej w miejscowym kolegium jezuickim, następnie w Rzymie. 19 marca 1687 został mianowany rzeczywistym kanonikiem kapituły dobromiejskiej, w miejsce zmarłego kanonika Filipa de Pluesa; instalowany na urząd 10 kwietnia 1687. Za rządów biskupa Zbąskiego (zm. 1697) był generalnym ekonomem biskupstwa warmińskiego. 10 stycznia 1701 uzyskał w Akademii Wileńskiej doktorat z teologii. W czasie III wojny północnej, ze względu na swoje bezpieczeństwo, opuścił bez zgody kapituły Dobre Miasto i schronił się w Królewcu. To oburzyło kapitułę, która wstrzymała mu na ten czas uposażenie. 22 sierpnia 1707 został instalowany na urząd prepozyta kapituły dobromiejskiej. W grudniu 1712, na czas nieobecności biskupa Potockiego, był mianowany wikariuszem sądowym (oficjałem) biskupstwa. Był głównym inicjatorem i nadzorcą budowy kościoła odpustowego w Glotowie (kamień węgielny położony został 22 sierpnia 1722, uroczyste poświęcenie wybudowanej świątyni nastąpiło już po jego śmierci, 24 lipca 1726).
Opracował kronikę kościołów w Krośnie i w Glotowie. W 1716 wydał w jezuickiej oficynie wydawiczej w Braniewie dzieło Gedechtnüss der wunderbahren Dingen des unter den Sacramentalischen Gestalten verborgenen Gottes von dem Glottausche Ochsen angebete deutlicher erleuteret (108 stron). Na tym dziele oparł później Franciszek Herr rozdział I, poświęcony dziejom kultu Eucharystii w kościele Glotowskim, książki pielgrzymkowej przeznaczona dla glotowskiego bractwa Najświętszego Serca Jezusowego. Stößel był też jednym z pięciu kanoników dobromiejskich, którzy podjęli starania i doprowadzili do wydania w oficynie wydawniczej w Braniewie w 1725 roku kroniki Historia Prussiae (Dzieje Prus) napisanej przez księdza Jana Leo.
25 stycznia 1725, wczesnym rankiem, doznał udaru. 16 miesięcy leżał w łóżku, częściowo sparaliżowany. Zmarł 18 maja 1726 roku. Pochowany został w kolegiacie w Dobrym Mieście. Kapituła ufundowała mu płytę nagrobną. Płyta nagrobna Stößela, znajdująca się pierwotnie w chórze kościoła, podczas remontu świątyni w roku 1872 tak jak wiele innych zmieniła swoje pierwotne miejsce – została umiejscowiona pośrodku lewej nawy. Jest to jedna z nielicznych z ponad 30 płyt nagrobnych znajdujących się w posadzce tej świątyni, na której zachowała się do czasów współczesnych inskrypcja i która została rozpoznana:

Płyta z wapienia olandzkiego o wymiarach: 120 × 208 cm. W górnej części nieczytelny kartusz herbowy z inicjałami I.M.S.C.G, pod nim inskrypcja:

EGO IOANNES MARTINUS STOESSEL / BRUNSBERGENSIS PATRITIUS / LUCEM VIVI ANNO 1654 DIE I-MA / OCTOBRIS. VIVERE DESII ANNO 1726 / DIE 18. MAY A NOCTIS MEDIO. / TERRA ET MARE ME VIDIT PEREGRINUM. / IN HONORE FOVIT AULA, / PATRIA COLUIT SACERDOTEM, / CARDINALIS RADZIEJOWSKI / ANNO 1687 DIE 19. MARTII CANONI- / CUM CREAVIT GUTTSTADIENSEM, / ANNO 1707 EVEXIT IN PRAEPOSITUM / NUNC EX PRAEPOSITO HUIC MAR- / MORI SUM SUPPOSITUS ET TUBAM / EXSPECTO NOVISSIMAM